# Lycium morongii
Lycium morongii là loài thực vật có hoa trong họ Cà. Loài này được Britton mô tả khoa học đầu tiên năm 1892.